# 東京ディズニーリゾート My マップ!
東京ディズニーリゾート My マップ!（とうきょうディズニーリゾートマイマップ）は、2010年8月7日より2013年3月まで放送されていたディズニー・チャンネルの番組。内容は月変わりで、毎月初旬に内容が変わる。

## 概要
- 2010年7月まで放送されたオリジナル番組『東京ディズニーリゾート トレジャーハント』の後継番組。
- マップマスターの矢口真里が、毎回登場するゲストの希望に沿ったテーマで、様々な謎を解き明かしながら東京ディズニーランド・東京ディズニーシーのオリジナルマップを完成させる。
- ゲストのオリジナルマップは、番組公式サイトでダウンロードできる。
- 解説放送が行われている。
- 2011年4月・5月放送分は東日本大震災の影響で両パークがクローズされ収録不可となったため放送休止となった。

## レギュラー
- 矢口真里（ドリームモーニング娘。）
  - 2010年8月‐2013年3月
- 春日俊彰 (オードリー)
  - 2012年4月‐2013年3月

## 過去レギュラー
- 藤森慎吾（オリエンタルラジオ）
  - 2010年8月‐2012年1月

## 放送内容
| #  | 放送月     | ゲスト                 | Myマップ                                             | パーク               |
| -- | ---------- | ---------------------- | ---------------------------------------------------- | -------------------- |
| 1  | 2010年8月  | 中尾明慶               | アトラクションでよりスリルを味わえるマップ           | 東京ディズニーランド |
| 2  | 2010年9月  | 渡辺直美               | ミッキーと写真を撮りまくるマップ                     | 東京ディズニーランド |
| 3  | 2010年10月 | ほっしゃん。           | ショーよりエキサイティングに楽しめるマップ           | 東京ディズニーシー   |
| 4  | 2010年11月 | 岡本玲・坂田梨香子     | 友達とカワイイを集めるマップ                         | 東京ディズニーランド |
| 5  | 2010年12月 | アンガールズ           | クリスマスをワイワイ楽しめるマップ                   | 東京ディズニーランド |
| 6  | 2011年1月  | フルーツポンチ         | この冬、モテ2になれるマップ2011                      | 東京ディズニーシー   |
| 7  | 2011年2月  | ハリセンボン           | スイートなひと時を過ごせる甘〜いマップ               | 東京ディズニーシー   |
| 8  | 2011年3月  | ライセンス             | 見習いマップマスターの座を獲得できるマップ           | 東京ディズニーランド |
| 9  | 2011年6月  | 吉澤ひとみ・新垣里沙   | サプライズ!を感じちゃう♡マップ                       | 東京ディズニーシー   |
| 10 | 2011年7月  | ハイキングウォーキング | 体を理想のスタイルに近づけるマップ                   | 東京ディズニーランド |
| 11 | 2011年8月  | 木下優樹菜             | 6人のプリンセスを満喫できるマップ                    | 東京ディズニーランド |
| 12 | 2011年9月  | ピース                 | 10周年の東京ディズニーシーで最高に盛り上がれるマップ | 東京ディズニーシー   |
| 13 | 2011年10月 | しずる                 | 変身して色々な新発見ができるマップ                   | 東京ディズニーランド |
| 14 | 2011年11月 | スザンヌ               | ダッフィーと一緒に楽しめるマップ                     | 東京ディズニーシー   |
| 15 | 2011年12月 | はんにゃ               | パーティー気分で楽しむクリスマスマップ               | 東京ディズニーランド |
| 16 | 2012年1月  | アジアン               | 東京ディズニーシー ラッキーマップ2012                | 東京ディズニーシー   |
| 17 | 2012年2月  | 森三中                 | ロマンチックに楽しむ女子会スペシャルマップ           | 東京ディズニーシー   |
| 18 | 2012年3月  | オードリー             | 発見!色々な音で盛り上がっちゃうマップ                | 東京ディズニーランド |
| 19 | 2012年4月  | 山口智充               | ディズニー/ピクサーの世界を満喫できるマップ          | 東京ディズニーランド |
| 20 | 2012年5月  | 平愛梨                 | お母さんを素敵な笑顔にするマップ                     | 東京ディズニーシー   |
| 21 | 2012年6月  | トリンドル玲奈         | スティッチとオハナになれちゃうマップ                 | 東京ディズニーランド |
| 22 | 2012年7月  | 土田晃之               | フードショップに隠された謎を解け!大追跡マップ        | 東京ディズニーシー   |
| 23 | 2012年8月  | SHELLY                 | トイ・ストーリー・マニア!丸ごとマップ!               | 東京ディズニーシー   |
| 24 | 2012年9月  | ハライチ               | 誕生日を特別に演出!バースデーケーキーマップ!         | 東京ディズニーランド |
| 25 | 2012年10月 | パンクブーブー         | 真っ黒なハロウィーンを楽しむマップ                   | 東京ディズニーシー   |
| 26 | 2012年11月 | （春日がゲスト兼任）   | ミッキーマウスの全てが分かるマップ                   | 東京ディズニーランド |
| 27 | 2012年12月 | アニマル浜口・浜口京子 | クリスマスのSHOW完全攻略マップ                       | 東京ディズニーシー   |
| 28 | 2013年1月  | Hi-Hi                  | 東京ディズニーランド ラッキーマップ2013              | 東京ディズニーランド |
| 29 | 2013年2月  | E-girls                | みんなであったまるバレンタインマップ                 | 東京ディズニーシー   |
| 30 | 2013年3月  | NON STYLE              | いろんなファッションを楽しめるマップ                 | 東京ディズニーランド |

## 放送時間
- 毎週土曜日 18:00 - 18:30
- 毎週日曜日 12:30 - 13:00/21:00 - 21:30